# آربان
آربان (به فرانسوی: Arbent) یک کمون در فرانسه است که در Canton of Oyonnax-Nord واقع شده‌است.

## خصوصیات
آربان ۲۳٫۴۹ کیلومترمربع مساحت و ۳٬۴۹۳ نفر جمعیت دارد و ۵۳۵ متر بالاتر از سطح دریا واقع شده‌است.

## نگارخانه

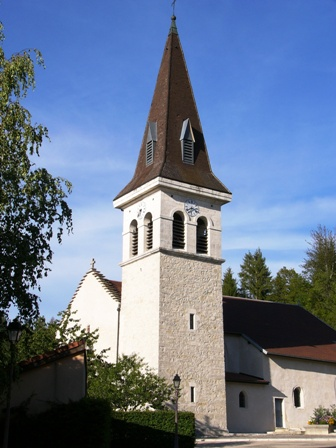
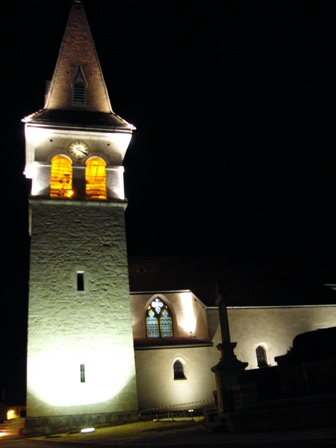
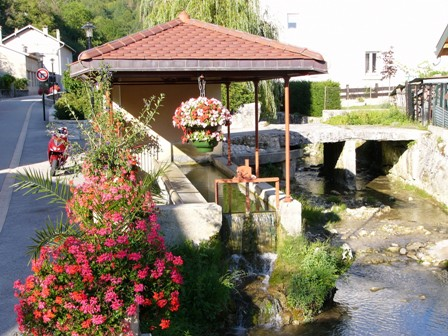
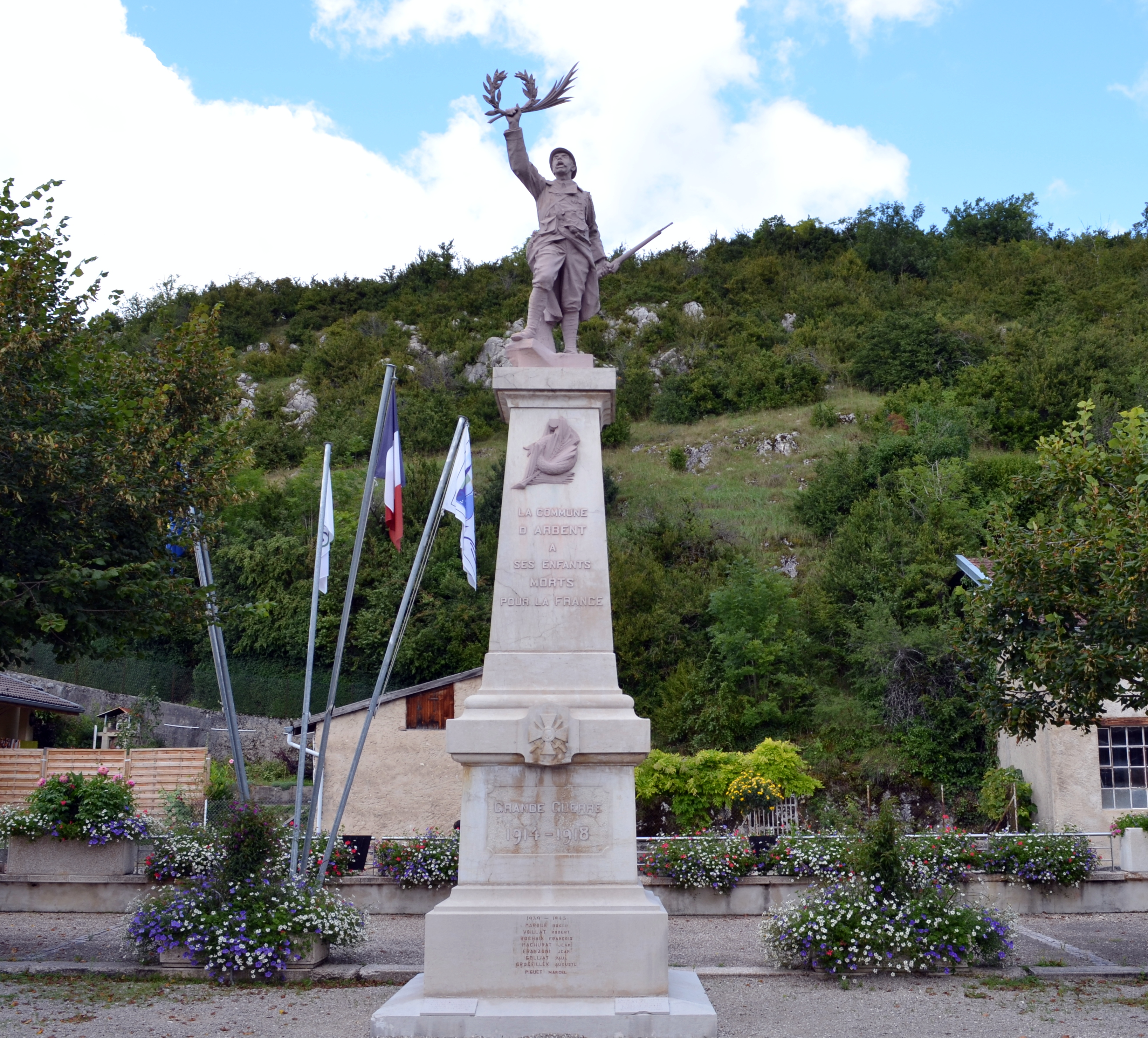
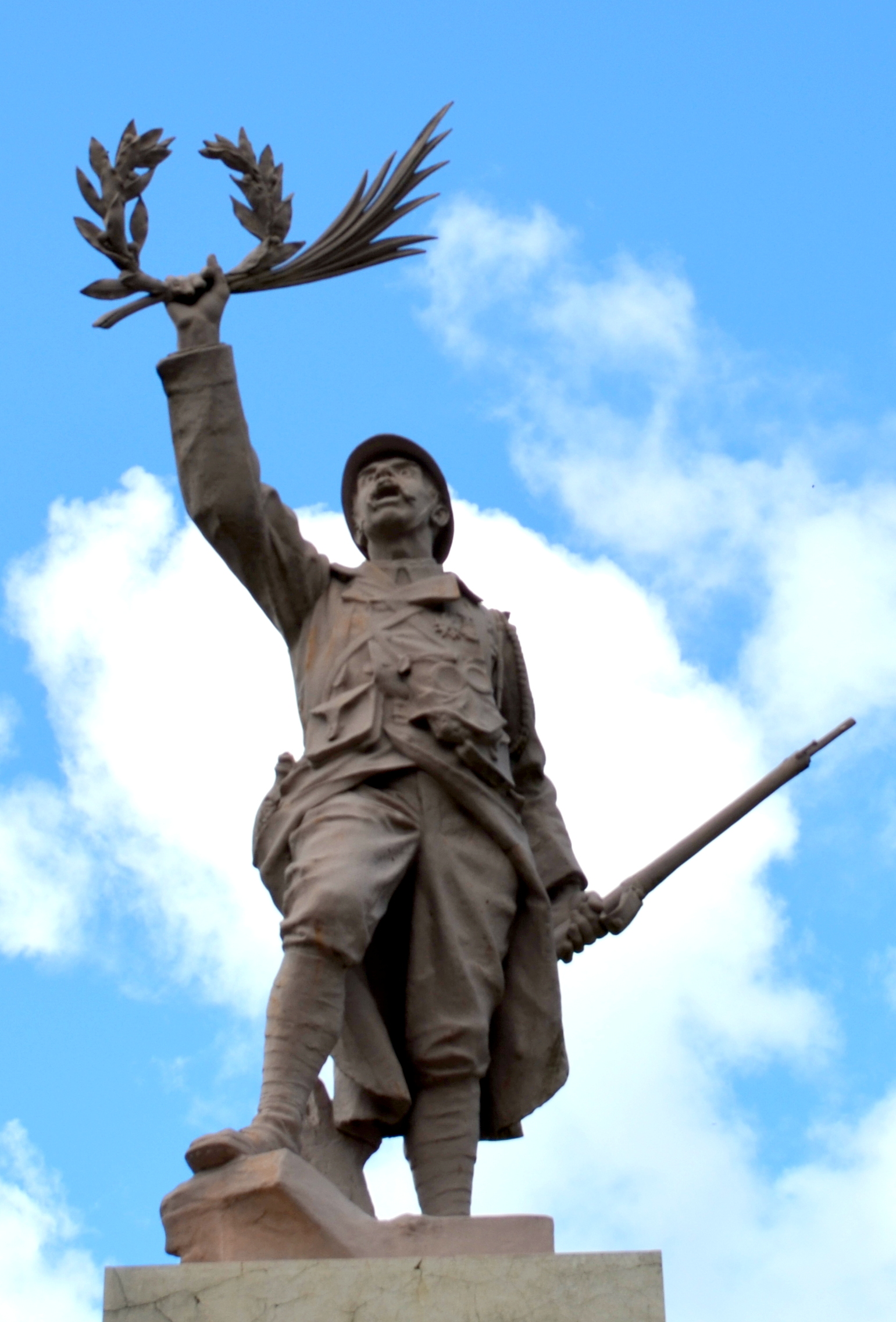